# Eccellenza 2004-2005
Il campionato di calcio di Eccellenza regionale 2004-2005 è stato il quattordicesimo organizzato in Italia. Rappresenta il sesto livello del calcio italiano. Il campionato è strutturato su vari gironi all'italiana su base regionale.
Questo è il quadro delle squadre promosse alla Serie D dai vari campionati di Eccellenza regionale. Sono ammesse alla massima categoria dilettantistica italiana le vincenti dei rispettivi campionati regionali più le sette migliori squadre risultanti dai play-off a cui accedono le squadre designate dai vari comitati regionali a seguito dei propri regolamenti.
Campionati con i play-off regionali:

Abruzzo, Calabria, Lombardia, Marche, Molise, Piemonte, Sicilia, Toscana ed Umbria.

Campionati con i play-out regionali:

Abruzzo, Calabria, Lombardia, Marche, Molise, Piemonte, Sicilia, Toscana ed Umbria.

## Campionati
- Eccellenza Abruzzo 2004-2005
- Eccellenza Basilicata 2004-2005
- Eccellenza Calabria 2004-2005
- Eccellenza Campania 2004-2005
- Eccellenza Emilia-Romagna 2004-2005
- Eccellenza Friuli-Venezia Giulia 2004-2005
- Eccellenza Lazio 2004-2005
- Eccellenza Liguria 2004-2005
- Eccellenza Lombardia 2004-2005
- Eccellenza Marche 2004-2005
- Eccellenza Molise 2004-2005
- Eccellenza Piemonte-Valle d'Aosta 2004-2005
- Eccellenza Puglia 2004-2005
- Eccellenza Sardegna 2004-2005
- Eccellenza Sicilia 2004-2005
- Eccellenza Toscana 2004-2005
- Eccellenza Trentino-Alto Adige 2004-2005
- Eccellenza Umbria 2004-2005
- Eccellenza Veneto 2004-2005

## Quadro riepilogativo nazionale
| Regione/Girone          | Sqr  | 1ª classificata e promossa in Serie D | Altre promozioni in Serie D | 2ª classificata           | Vincente Coppa                |
| ----------------------- | ---- | ------------------------------------- | --------------------------- | ------------------------- | ----------------------------- |
| Abruzzo                 | 18   | R.C. Angolana                         | Penne                       | Penne (3°)                | Montesilvano                  |
| Calabria                | 16   | Villese                               | -                           | Compr. Capo Vaticano (3°) | Villese                       |
| Basilicata              | 18   | FC Francavilla                        | -                           | Sporting Genzano          | Sporting Genzano              |
| Campania Girone A       | 16   | El Brazil Cuma                        | -                           | nessuna                   | Alba Durazzano Sant'Agata     |
| Campania Girone B       | 16   | Ebolitana                             | -                           | Gragnano                  | Alba Durazzano Sant'Agata     |
| Emilia-Romagna Girone A | 18   | Castellarano                          | Meletolese                  | Meletolese                | Giacomense                    |
| Emilia-Romagna Girone B | 18   | Cervia                                | Virtus Villa                | Virtus Villa              | Giacomense                    |
| Friuli-Venezia Giulia   | 16   | Manzanese                             | Rivignano                   | Rivignano                 | Pordenone                     |
| Lazio Girone A          | 18   | Pisoniano                             | -                           | Civita Castellana         | Cecchina Al.Pa.               |
| Lazio Girone B          | 18   | Cassino                               | -                           | Almas Roma                | Cecchina Al.Pa.               |
| Liguria                 | 16   | Sestri Levante                        | -                           | Sestrese                  | Sestrese                      |
| Lombardia Girone A      | 18   | Fanfulla                              | -                           | Varese (2°)               | Colognese                     |
| Lombardia Girone B      | 18   | Renate                                | Tritium                     | Tritium (2°)              | Colognese                     |
| Lombardia Girone C      | 18   | Castellana                            | Colognese Caravaggio        | Caravaggio (3°)           | Colognese                     |
| Marche                  | 17   | Maceratese                            | -                           | Vigor Senigallia (5°)     | Biagio Nazzaro                |
| Molise                  | 16   | Campobasso                            | Montenero                   | Montenero (3°)            | Campobasso                    |
| Piemonte Girone A       | 16   | Alessandria                           | -                           | Nova Colligiana (2°)      | Nova Colligiana               |
| Piemonte Girone B       | 16   | Saluzzo                               | -                           | Chisola (2°)              | Nova Colligiana               |
| Puglia                  | 20   | Monopoli                              | Brindisi                    | Brindisi                  | Real Altamura                 |
| Sardegna                | 16   | Nuorese                               | -                           | Castelsardo               | Tavolara                      |
| Sicilia Girone A        | 17   | ASD Campobello                        | -                           | Licata (3°)               | Orlandina                     |
| Sicilia Girone B        | 17   | Comiso                                | -                           | Villafranca Tirrena (2°)  | Orlandina                     |
| Toscana Girone A        | 16   | Pontedera                             | -                           | Esperia Viareggio (3°)    | San Donato Tavarnelle         |
| Toscana Girone B        | 16   | Sangimignano                          | -                           | Montalcino (4°)           | San Donato Tavarnelle         |
| Trentino-Alto Adige     | 16   | Vallagarina                           | -                           | Benacense 1905            | Vallagarina                   |
| Umbria                  | 16   | Narnese                               | -                           | Pontevecchio (2°)         | Narnese                       |
| Veneto Girone A         | 16   | Este                                  | -                           | Casaleone                 | Casalserugo                   |
| Veneto Girone B         | 16   | Eurocalcio Cassola                    | -                           | Edo Mestre                | Casalserugo                   |
|                         | Tot. |                                       |                             |                           | Vincente Fase Nazionale Coppa |
| 28 gironi               | 473  |                                       |                             |                           | Colognese                     |

## Play-off nazionali

### Primo Turno
Date: 29 maggio e 5 giugno 2005 
| Squadra 1                           | Totale      | Squadra 2                   | Andata | Ritorno             |
| ----------------------------------- | ----------- | --------------------------- | ------ | ------------------- |
| Piemonte A Nova Colligiana          | 6 - 5       | Piemonte B Chisola          | 3 - 2  | 3 - 3 dts           |
| Lombardia B Tritium                 | 1 - 0       | Lombardia A Varese          | 0 - 0  | 1 - 0 dts           |
| Veneto B Edo Mestre                 | 3 - 3 (gfc) | Veneto A Casaleone          | 2 - 0  | 1 - 3               |
| Friuli-Venezia Giulia Rivignano     | 5 - 2       | Lombardia C Caravaggio      | 2 - 2  | 3 - 0               |
| Emilia-Romagna B Virtus Villa       | 1 - 0       | Toscana B Montalcino        | 1 - 0  | 0 - 0               |
| Sardegna Castelsardo                | 2 - 2 (gfc) | Marche Vigor Senigallia     | 2 - 1  | 0 - 1               |
| Trentino-Alto Adige Benacense 1905  | 4 - 3       | Liguria Sestrese            | 3 - 2  | 1 - 1               |
| Lazio B Almas Roma                  | 0 - 5       | Abruzzo Penne               | 0 - 2  | 0 - 3               |
| Emilia-Romagna A Meletolese         | 2 - 1       | Umbria Pontevecchio         | 1 - 1  | 1 - 0               |
| Lazio A Civita Castellana           | 2 - 1       | Toscana A Esperia Viareggio | 1 - 1  | 1 - 0               |
| Sicilia A Licata                    | n.d.        | Campania A -                | n.d.   | n.d.                |
| Calabria Comprensorio Capo Vaticano | 0 - 3       | Puglia Brindisi             | 0 - 2  | 0 - 1               |
| Molise Montenero                    | 5 - 2       | Basilicata Sporting Genzano | 1 - 0  | 4 - 2               |
| Sicilia B Villafranca Tirrena       | 2 - 2       | Campania B Gragnano         | 2 - 0  | 0 - 2 dts (6-4 dcr) |

### Secondo Turno
- Le vincenti sono promosse in Serie D 2005-2006

| Squadra 1                     | Totale | Squadra 2                          | Andata | Ritorno |
| ----------------------------- | ------ | ---------------------------------- | ------ | ------- |
| Piemonte A Nova Colligiana    | 3 - 6  | Lombardia B Tritium                | 1 - 1  | 2 - 5   |
| Veneto B Edo Mestre           | 0 - 1  | Friuli-Venezia Giulia Rivignano    | 0 - 0  | 0 - 1   |
| Marche Vigor Senigallia       | 2 - 3  | Emilia-Romagna B Virtus Villa      | 1 - 0  | 1 - 3   |
| Abruzzo Penne                 | 2 - 1  | Trentino-Alto Adige Benacense 1905 | 0 - 0  | 2 - 1   |
| Emilia-Romagna A Meletolese   | 6 - 2  | Lazio A Civita Castellana          | 3 - 2  | 3 - 0   |
| Sicilia A Licata              | 0 - 6  | Puglia Brindisi                    | 0 - 3  | 0 - 3   |
| Sicilia B Villafranca Tirrena | 1 - 3  | Molise Montenero                   | 1 - 0  | 0 - 3   |